# مارك كولين
مارك كولين (بالإنجليزية: Mark Cullen)‏ (مواليد 24 أبريل 1992 في ستيكفورد - إنجلترا) لاعب كرة قدم إنجليزي يلعب حاليا لصالح نادي الدرجة الممتازة هال سيتي الإنجليزي منذ 2008 في مركز المهاجم .

## روابط خارجية
- مارك كولين على موقع قاعدة بيانات كرة القدم.إي يو (الإنجليزية)
- مارك كولين على موقع Soccerbase.com (لاعب) (الإنجليزية)
- مارك كولين على موقع Soccerway.com (الإنجليزية)
- مارك كولين على موقع عالم كرة القدم.نت (الإنجليزية)